# Хуан Да
Хуан Да (кит. 黄达, пиньинь Huáng Dá, 22 февраля 1925, Тяньцзинь, Чжили — 18 февраля 2023, Пекин) — китайский экономист, президент Китайского народного университета. Он считается основоположником современных финансовых исследований в Китае.

## Жизнь и карьера
Хуан Да родился в Тяньцзине в интеллигентной семье в 1925 году. Он получил образование в Университете Хуабэй Юнион (华北联合大学), позже Китайский народный университет. Он был президентом Китайского народного университета с 1991 по 1994 год. Он был одним из основателей Комиссии по денежно-кредитной политике Народного банка Китая с 1997 по 1999 год.
Хуан Да был особенно известен своими «четырьмя учебниками» по финансам — «О социалистических финансовых вопросах» (1981, 社会主义财政金融问题), «Введение в общий финансово-кредитный баланс» (1984, 财政信贷综合平衡导论), «Экономика денег и банковского дела» (1992, 货币银行学), и «Финансы» (2004, 金融学).
Хуан Да умер 18 февраля 2023 года, за четыре дня до достижения 98-летнего возраста.